# Vulcanair V1.0
Le Vulcanair V1.0 est un avion léger italien, conçu et produit par la société Vulcanair (en), à Casoria, et présenté pour la première fois en 2014 lors de l'exposition AERO Friedrichshafen, en Allemagne. Il est certifié par l'EASA et la FAA, et est livré complet, prêt pour le vol,,.

## Conception et développement
Le Vulcanair V1.0 est un concept dérivé du Partenavia Oscar. Il reçoit une aile haute plane rectangulaire dotée de supports, quatre sièges installés à l'intérieur d'un cockpit fermé accessible par deux portières avant et une portière arrière droite pour les sièges arrière. Il est équipé d'un train d'atterrissage tricycle fixe doté de carénages, ainsi qu'un moteur en configuration tractrice. La partie avant du fuselage de l'avion est constituée de tubes en acier soudés, tandis que le reste est construit à partir de feuilles d'aluminium. Les ailes, d'une envergure de 10 m, sont dotées de voltes. Le moteur standard utilisé est le moteur à quatre temps et Injection Lycoming IO-360-M1A, développant une puissance de 180 ch (134 kW).
La conception du V1.0 ressemble fortement à cette du Cessna 172 et l'appareil est prévu pour lui faire de la concurrence dans sa gamme de performances et de prix. En juillet 2017, la compagnie un prix de 259 000 $ pour un appareil équipé et doté d'une avionique Garmin G500, afin de couper l'herbe sous le pied au nouveau Cessna 172.
La certification européenne, délivrée par l'European Aviation Safety Agency (EASA), a été obtenue en novembre 2013, tandis que la certification américaine, délivrée par la Federal Aviation Administration (FAA), a été obtenue en décembre 2017.

## Commandes
L'Université d'État du Delaware a commandé dix exemplaires du V1.0 en novembre 2018.

## Spécifications techniques (V1.0)
Données de World Directory of Light Aviation 2015–16, Site constructeur.
Caractéristiques générales
- Équipage : 1 pilote
- Capacité : 3 passagers
- Longueur : 7,23 m
- Envergure : 10 m
- Hauteur : 2,77 m
- Masse à vide : 738 kg
- Masse typique : 1 155 kg
- Moteur : 1   moteur à pistons à 4 cylindres à plat refroidis par air + injection Lycoming IO-360-M1A de 180 ch (134 kW)
- Capacité en carburant : 190 litres

 Performances 
- Vitesse de croisière : 241 km/h
- Distance franchissable : 1 094 km  avec trois personnes de 77 kg chacune, 45 min de réserve, 45 % de puissance et à une altitude de 3 000 m
- Plafond : 4 500 m
- Vitesse ascensionnelle : 270 m/min

### Magazine
: document utilisé comme source pour la rédaction de cet article.
- (en) Willi Tacke, Marino Boric et al., « World Directory of Light Aviation 2015–16 », Light Aviation, Flying Pages Europe SARL,‎ 2015, p. 160 (ISSN 1368-485X, OCLC 473851677).